# Le avventure di Ruffy e Reddy
Le avventure di Ruffy e Reddy (Ruff and Reddy) è una serie televisiva d'animazione statunitense prodotta e diretta da William Hanna e Joseph Barbera e trasmessa sulla NBC in 156 episodi da 4 minuti l'uno dal 14 dicembre 1957 al 2 aprile 1960 per tre stagioni. È la prima serie realizzata dalla Hanna-Barbera (all'epoca chiamata H-B Enterprises). La serie segue le avventure di Ruffy (in originale Ruff), un gatto intelligente e tenace, e Reddy, un cane bonario e coraggioso ma poco brillante. Fu distribuita dalla Screen Gems, il braccio televisivo della Columbia Pictures. La serie è nota come uno dei primi programmi televisivi animati originali e per l'uso pionieristico di tecniche di animazione limitata.

## Episodi
| Stagione         | Episodi | Prima TV USA | Prima TV Italia |
| ---------------- | ------- | ------------ | --------------- |
| Prima stagione   | 52      | 1957-1958    | 1969            |
| Seconda stagione | 52      | 1958-1959    | ?               |
| Terza stagione   | 52      | 1959-1960    | ?               |

## Produzione

### Antefatto
Nel 1957 William Hanna e Joseph Barbera terminarono il loro incarico alla Metro-Goldwyn-Mayer, dove avevano prodotto cortometraggi d'animazione cinematografici (principalmente la serie Tom & Jerry). Data la chiusura dello studio, il loro staff, composto da 110 inchiostratori, pittori e animatori, se ne andò con loro. La MGM trovava più redditizio rieditare continuamente cartoni vecchi che produrne di nuovi. Hanna e Barbera rimasero una partnership e investirono 30.000 dollari di tasca propria in una nuova impresa, la H-B Enterprises. Il duo iniziò a lavorare su storyboard con nuovi personaggi, di cui i primi furono Ruffy e Reddy, e strinse un accordo con l'ex collega della MGM George Sidney secondo cui egli avrebbe ricevuto una piccola percentuale della nuova società in cambio dell'attività di rappresentante commerciale. Sidney organizzò un incontro alla Screen Gems, che all'epoca aveva preso in considerazione l'idea di rientrare nel mondo dell'animazione. Sentendo fiducia nei personaggi di Ruff e Reddy, il duo presentò la sua proposta, insieme a un basso budget di produzione che avrebbe comportato un'animazione limitata.

### Animazione
(William Hanna, A Cast of Friends)
Le avventure di Ruffy e Reddy, come una delle prime serie animate originali prodotte per la televisione, ha aperto la strada alla tecnica dell'animazione limitata, che richiederebbe molti meno disegni e, per estensione, meno inchiostrazione e colorazione. Questo metodo fu impiegato per necessità, poiché budget più elevati erano stati la causa del crollo del business dei cartoni animati cinematografici. Hanna, in una nota di sei pagine, aveva tentato di convincere i suoi superiori alla MGM ad impiegare tecniche economizzatrici per ridurre il costo dei loro cortometraggi, ma non aveva ricevuto risposta. All'epoca aveva stimato che un cartone animato di sei minuti costasse 17.500 dollari se utilizzava la tecnica dell'animazione limitata (inferiore rispetto al budget di 35.000 dollari che il duo riceveva alla MGM). Quando presentò la serie alla Screen Gems, Hanna aveva ampiamente ridotto i costi a 3.000 dollari e il duo era molto fiducioso che la società avrebbe risposto con grande entusiasmo. La Screen Gems apprezzò il concept della serie, ma spiegò al duo che il budget per la televisione, ancora un mezzo sperimentale, sarebbe stato molto rigoroso. Alla fine, la società diede alla partnership un'opzione per produrre cinque segmenti di cinque minuti, con un budget crescente a partire da 2.700 dollari.
Hanna descrisse il processo nel suo libro di memorie del 1996, A Cast of Friends: "Era essenziale selezionare solo le pose chiave necessarie per impartire in modo convincente l'illusione del movimento nei nostri cartoni animati". Questo metodo spesso enfatizza i primi piani, piuttosto che i campi interi o medi. Tutto sommato, il processo di produzione de Le avventure di Ruffy e Reddy non era dissimile da quello utilizzato per creare cartoni animati cinematografici: veniva scritta una sceneggiatura, seguita da uno storyboard che illustrava le pose chiave. Successivamente, veniva utilizzata una colonna sonora registrata con dialoghi per creare un "rullo di pose", che avrebbe dato ai realizzatori un senso del ritmo. Guardare i rulli di pose durante i loro anni alla MGM aveva sottolineato che semplici pose chiave sarebbero state sufficienti per dimostrare umorismo. Hanna credeva che il processo in linea con la natura della televisione del periodo, sottolineando "l'intimità piuttosto che lo spettacolo", rappresentasse un'esperienza visiva completamente diversa (un grande schermo cinematografico contro uno schermo televisivo di dimensioni standard).
Oltre al processo di produzione più rapido ed economico, Hanna e Barbera decisero di produrre i segmenti a colori. "Fu una delle cose più intelligenti che avessimo fatto", disse Hanna. "Abbiamo detto: 'Il colore arriverà presto. I cartoni durano per sempre. Andiamo avanti e li facciamo a colori, e saremo un passo avanti agli altri.'" Questa strategia diede i suoi frutti nel 1959, quando fu introdotta la televisione a colori. Le avventure di Ruffy e Reddy evitò inoltre sfondi ricchi e dettagliati, a favore di illustrazioni semplici e colorate.

### Scrittura e sonoro
Hanna e Barbera amavano il "rapporto comico continuo" dei duo dei cartoni animati, tra cui le rivalità tra Willy il Coyote e Beep Beep e tra Silvestro e Titti. La loro creazione alla MGM, Tom & Jerry, era stata una variazione su questo tema. Con Le avventure di Ruffy e Reddy decisero di eliminare il tema della nemesi e rendere invece i personaggi migliori amici. "Di conseguenza, questa relazione più morbida pose una maggiore enfasi sull'umorismo e l'arguzia trasmessi al pubblico attraverso i dialoghi", scrisse Hanna.
Hanna scrisse la sigla della serie nella sua prima incursione nella composizione musicale, che sarebbe diventata un punto fermo della Hanna-Barbera per quasi trent'anni. Con l'obiettivo di catturare sia lo spirito dei personaggi e che l'orecchio degli ascoltatori, scrisse i testi una mattina durante lo storyboarding, consegnando lo spartito al direttore musicale Hoyt Curtin, che compose la melodia.

#### Doppiaggio
A differenza di Tom e Jerry, i due nuovi personaggi avrebbero parlato e il duo tenne delle audizioni per trovare i doppiatori. Selezionando principalmente quelli con cui avevano lavorato alla MGM, Hanna e Barbera scelsero Don Messick per Ruffy e Daws Butler per Reddy. Messick e Butler divennero i principali doppiatori di lunga data dei cartoni H&B.
| Personaggio | Doppiatore originale | Doppiatore italiano |
| ----------- | -------------------- | ------------------- |
| Narratore   | Don Messick          | Marcello Cortese    |
| Ruffy       | Don Messick          | Ruggero Dondi       |
| Reddy       | Daws Butler          | Paolo Bessegato     |

## Distribuzione e accoglienza
La serie fu trasmessa all'interno di un programma per bambini di mezz'ora in onda il sabato mattina, intitolato The Ruff and Reddy Show, che includeva intermezzi dal vivo con il conduttore Jimmy Blaine e i burattinai Rufus Rose e Bobby Nicholson, oltre a cortometraggi animati di proprietà della Screen Gems. Benché l'episodio pilota fosse stato proiettato prima della trasmissione, Hanna in seguito ammise di essere stato nervoso su come il pubblico avrebbe risposto, ma che le recensioni sui giornali commerciali erano state principalmente positive, ritenendolo un "programma di cartoni animati divertente e intelligente". La NBC, a seguito di questo successo, fece firmare al duo un contratto quinquennale per produrre e sviluppare ulteriori serie televisive animate.
Alcuni episodi della serie furono doppiati in italiano e trasmessi sul Programma Nazionale dal 26 ottobre 1969 al 17 dicembre 1975 all'interno della TV dei ragazzi, accorpati in puntate da 20 minuti. Inoltre alcuni episodi furono inseriti nella VHS Gli allegri animali, distribuita in Italia dalla Mondadori Video nell'ottobre 1990.

## Altri media
Nel 1990 l'editrice britannica Hi-Tec Software pubblicò il videogioco Ruff and Reddy in the Space Adventure per molti dei principali home computer.
Nel 2017, Ruffy e Reddy sono apparsi nel primo numero del fumetto DC Comics Green Lantern/Space Ghost Annual in cui sono ritratti come cabarettisti degli anni '50 trasformati in star della TV. Dal 25 ottobre 2017 al 28 marzo 2018 è stata pubblicata una miniserie in sei numeri su tale versione dei personaggi.